# SOLUS
SOLUS je zájmové sdružení právnických osob, jehož cílem je v rámci tzv. odpovědného úvěrování přispívat k prevenci předlužování klientů, k prevenci růstu počtu dlužníků v prodlení, ke zvyšování vymahatelnosti stávajících dluhů po splatnosti a rovněž ke snižování potenciální finanční ztráty věřitelů.
Členové sdružení se od roku 1999, kdy bylo sdružení zaregistrováno a zahájilo činnost, snaží minimalizovat finanční ztráty z poskytovaných služeb tak, aby je v ceně poskytované služby nemuseli hradit klienti s dobrou platební morálkou. Název sdružení vznikl složením počátečních písmen z původního názvu, a to Sdružení na Ochranu Leasingu a Uvěrů Spotřebitelům, který zároveň nejlépe charakterizuje jeho hlavní cíl.
Sdružení sdružuje řadu společností z různých ekonomických sektorů. Jsou mezi nimi nebankovní finanční instituce, banky, telekomunikační operátoři, distributoři energií a další společnosti. Všechny tyto společnosti mohou díky členství ve sdružení a prostřednictvím registrů sdružení efektivněji řídit riziko u služeb, které poskytují

## Činnost
Hlavní činností, která přispívá k cílům sdružení je provozování několika registrů:
- Registr Fyzických osob[1]
- Výpis z Registru Fyzických osob SMS[2]
- Registr Fyzických osob podnikajících a právnických osob[3]
- Pozitivní registr[4]
- Registr Třetích stran[5]
- Registr neplatných dokladů[6]
- Insolvenční registr[7]

Dalšími aktivitami je vzdělávání zástupců členských společností a ostatní odborné veřejnosti v oblasti odpovědného úvěrování, legislativních změn a dalších trendů, které ovlivňují řízení rizika u poskytovaných služeb. Od roku 2005 proto sdružení společně s hlavním partnerem Společností pro informační databáze organizují semináře s názvem „Cesta k odpovědnému úvěrování v České republice“.
V rámci společenské odpovědnosti se sdružení zabývá především osvětou v dluhové oblasti, vzděláváním a zvyšováním transparentnosti na trhu mezi hlavní projekty, se kterými sdružení v této oblasti spolupracuje.

## Historie
- 1999 – založení Sdružení SOLUS a spuštění off-line verze Registru FO
- 2001 – vstup první banky do sdružení SOLUS
- 2004 – přechod na on-line verzi Registru FO, ukončení kontroly ze strany Úřadu pro ochranu osobních údajů
- 2005 – spuštění Registru IČ, zahájení seminářů "Cesta k odpovědnému úvěrování v ČR", vstup prvních telefonních operátorů do sdružení SOLUS
- 2006 – vstup prvního distributora elektrické energie do sdružení SOLUS
- 2007 – vstup první stavební spořitelny energie do sdružení SOLUS, překročena hranice 5 milionů dotazů
- 2008 – spuštění Registru ND
- 2009 – spuštění Registru IR, 10 let působení na trhu, vstup prvního obchodního řetězce do sdružení SOLUS
- 2010 – spuštění služby SMS Výpis
- 2011 – spuštění Pozitivního registru, spuštění Registru třetích stran, první vydání indexu regionálních statistik
- 2014 – spuštění mobilní aplikace SMS Výpis, členství v asociaci ACCIS (Association of Consumer Credit Information Suppliers)[8]